# Паметник на Садако Сасаки (Лондон)
Паметникът на Садако Сасаки се намира в Парка на мира в Лондон – „Хед Уен Пийс Плейс“, Ланфойст, Абъргавени. Посветен е на детето хибакуша Садако Сасаки.
Конструкторският екип през 2011 г. си е поставил задачата да открие скулптурата в градината по време на отбелязването Международния ден на мира, 21 септември 2012 г. Британската скулпторка Хейзъл Рийвс за една година успява да реши въпросите за мястото на паметника, височината на скулптората и ефекта който тя трябва да внушава на зрителите.
Хейзъл Рийвс се запознава с Емили и нейната майка Аки на панаир на изкуствата в столицата на кралството. Възраста на детето ѝ се струва подходяща според представата ѝ за скулптората. Работата по моделирането и отливането на фигурата е извършена в студиото на Рийвс в село Билингшърст в окръг Хоршъм в Западен Съсекс. Първоначалният модел е от специалан вид теракотен восък, така че да може да се търси походящата поза и жестове на тялото.
Статуята на Садако Сасаки е първата квазипублична поръчка на Хейзъл Рийвс.